# Lagoa do Taquaral
A Lagoa Isaura Teles Alves de Lima, conhecida popularmente como Lagoa do Taquaral, é uma lagoa localizada no Parque Portugal, no município de Campinas, no estado de São Paulo, no Brasil. O nome é uma homenagem à esposa do fazendeiro que doou a área para a formação do parque. Possui 165 830 metros quadrados de área e volume de água estimado em 994 000 metros cúbicos.
Nela, encontram-se pedalinhos e algumas espécies de peixes de água doce, como tilápia, tucunaré, bagre, jacundá e acará. Muitos campineiros costumam caminhar na pista ao seu redor. Anualmente, é realizada, na lagoa, o torneio de pesca esportiva Tucunacamp. Em 2010, ela foi palco de uma das etapas do Campeonato Paulista de Wakeboard.
Desde a década de 70, a lagoa possui uma réplica da caravela Anunciação, embarcação utilizada por Pedro Álvares Cabral em sua chegada ao Brasil. Em 2008, a caravela naufragou devido à falta de manutenção e precisou ser içada para ser reformada.

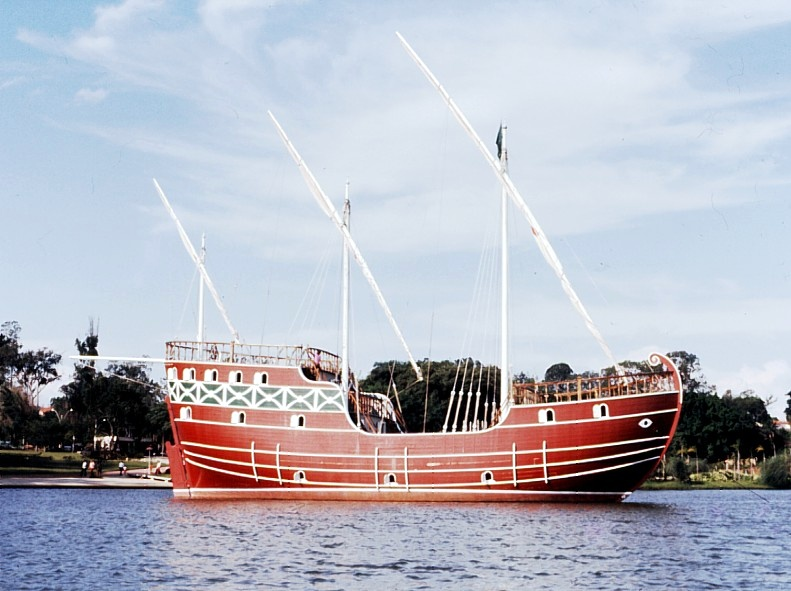
Réplica da Caravela Anunciação de Pedro Álvares Cabral, na lagoa do parque, antes de afundar em 2008

Em setembro de 2014, foi concluída a restauração da caravela após 15 meses de trabalho. A réplica da embarcação de Pedro Álvares Cabral não retornou à água, permanecendo aberta para visitação às margens da lagoa em um deque de madeira. O custo da obra foi de 960 mil reais.
Em 2016, após atrasos, foi realizado o desassoreamento da lagoa em parceria com o Departamento de Águas e Energia (Daee). O Estado e a Prefeitura investiram 1 milhão de reais e 4 milhões de reais, respectivamente, para o transporte do material. O último desassoreamento total da Lagoa do Taquaral aconteceu em 1986.